# آندریا پالینی
آندریا پالینی (ایتالیایی: Andrea Palini؛ زادهٔ ۱۶ ژوئن ۱۹۸۹) دوچرخه‌سوار اهل ایتالیا است.
از باشگاه‌هایی که در آن رکاب زده‌است می‌توان به اندرونی جوکاتولی–سیدرمک و تیم یوای‌ئی امارات اشاره کرد.